# Phường 7, Quận 10
Phường 7 là một phường thuộc Quận 10, Thành phố Hồ Chí Minh, Việt Nam.
Phường 7 có diện tích 0,11 km², dân số năm 2021 là 8.086 người,  mật độ dân số đạt 73.509 người/km².